# Bruce Forsyth

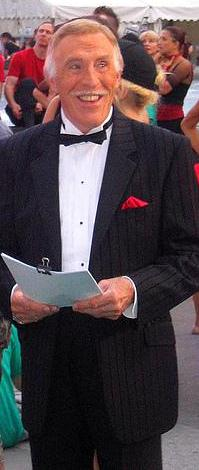
Bruce Forsyth (2007)

Sir Bruce Joseph Forsyth-Johnson, CBE (* 22. Februar 1928 in London; † 18. August 2017 ebenda) war ein britischer Entertainer, Fernsehmoderator und Schauspieler. Er war seit 1939 aktiv und wurde 2013 als Entertainer mit der längsten Fernsehkarriere in das Guinness-Buch der Rekorde aufgenommen.

## Leben
Bruce Joseph Forsyth-Johnson wurde im Londoner Stadtteil Edmonton geboren. Seine Eltern besaßen eine kleine Werkstatt und waren in der Heilsarmee tätig. Sein Ururururgroßvater war der britische Botaniker William Forsyth, nach dem die Forsythien benannt sind. Bruce Forsyth besuchte die The Latymer School in Edmonton. Im Alter von vierzehn Jahren gab er sein Debüt als Sänger, Tänzer und Akkordeonspieler unter dem Namen Boy Bruce, the Mighty Atom. Seinen ersten Auftritt hatte er am Theatre Royal in Bilston. Sein Fernsehdebüt gab er bereits 1939 in der Show Come and Be Televised. Sein Bruder John, der als Pilot in der Royal Air Force diente, starb 1943 bei einem Trainingsunfall in Schottland.
In den Jahren nach dem Krieg betätigte sich Forsyth erfolglos als Bühnenschauspieler und Pantomime im Zirkus. 1958 lernte er den Komiker Dickie Henderson kennen, durch den er Moderator in der Fernsehshow Sunday Night at the London Palladium wurde. Forsyth moderierte die Show mit Unterbrechungen bis 1964.
1968 gab Forsyth sein Debüt als Filmschauspieler in dem Musikfilm Star! an der Seite von Julie Andrews. Im selben Jahr veröffentlichte er bei Pye Records seine erste Single I’m Backing Britain, die von Tony Hatch und Jackie Trent geschrieben wurde. Zu Forsyths bekanntesten Filmauftritten gehört die Rolle des Swimburne in Die tollkühne Hexe in ihrem fliegenden Bett.
Von 1971 bis 1977 sowie von 1990 bis 1994 war Forsyth Moderator der Fernsehshow The Generation Game, die in Deutschland unter dem Titel Am laufenden Band von Rudi Carrell moderiert wurde. Von Oktober bis Dezember 1978 moderierte er außerdem die kurzlebige Show Bruce Forsyth’s Big Night. Forsyth trat des Weiteren als Gast in anderen Fernsehserien auf, darunter 1976 in einer Episode der Die Muppet Show sowie 1986 in der Krimiserie Magnum. Zu seinen späteren Sendungen gehörten Play Your Cards Right, Bruce Forsyth’s Hot Streak, die Sitcom Slinger’s Day und You Bet!.

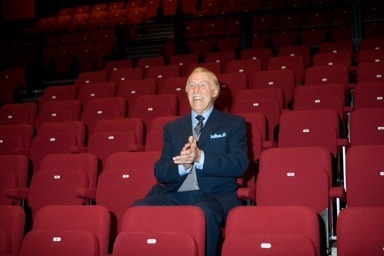
Bruce Forsyth bei der Eröffnung des The-Sir-Bruce-Forsyth-Auditorium im Millfield Theatre, 2009

Anlässlich seines siebzigsten Geburtstags gab Forsyth 1998 eine einwöchige Show im London Palladium. 2003 und 2010 moderierte er als Gastauftritt die Panel-Show Have I Got News for You. Von 2004 bis 2013 war er außerdem Co-Moderator der Tanzsendung Strictly Come Dancing. Im April 2014 gab Forsyth sein Karriereende als Moderator von Liveshows bekannt. Ein geplantes Comeback als Moderator im Weihnachtsspecial von Strictly Come Dancing im Dezember 2016 musste wegen gesundheitlicher Probleme abgebrochen werden.
Forsyth war insgesamt dreimal verheiratet. Seine letzte Ehe mit Wilnelia Merced hielt seit 1983 an. Er war Vater von sechs Kindern. Bruce Forsyth starb im August 2017 im Alter von 89 Jahren.

## Ehrungen und Auszeichnungen
- 1975: Variety Club Show Business Personality of the Year
- 1975, 1976 und 1977: TVTimes Male TV Personality of the Year
- 1991: BBC TV Personality of the Year
- 1998: Officer of the Order of the British Empire
- 2006: Commander of the Order of the British Empire
- 2009: Theatre Performer’s Award
- 2009: Life Achievement Award der Royal Television Society
- 2011: National Television Awards special recognition award
- 2011: Knight Bachelor
- 2012: Einer der Träger der Olympischen Flamme bei den Olympischen Sommerspielen 2012
- 2013: Eintrag im Guinness-Buch der Rekorde als Entertainer mit der längsten Fernsehkarriere

## Filmografie
- 1968: Star!
- 1969: Can Heironymus Merkin Ever Forget Mercy Humppe and Find True Happiness?
- 1971: Die tollkühne Hexe in ihrem fliegenden Bett (Bedknobs and Broomsticks)
- 1971: Die herrlichen sieben Todsünden (The Magnificent Seven Deadly Sins)
- 1976: Die Muppet Show (The Muppet Show; Fernsehserie, eine Folge)
- 1983: Anna Pawlowa – Ein Leben für den Tanz (Anna Pavlova)
- 1986: Magnum (Magnum, P.I.; Fernsehserie, eine Folge)
- 1998: The Game
- 2000: House!